# По той бік життя
«По той бік життя» (англ. After Life) — британський комедійно-драматичний вебсеріал, створений Ріккі Джервейсом. Перший сезон вийшов 8 березня 2019 року на Netflix. Прем'єра другого сезону відбулася 24 квітня 2020 року. 6 травня 2020 року серіал був продовжений на третій сезон. Фінальний третій сезон вийшов 14 січня 2022 року.

## Сюжет
Тоні був щасливою людиною, доки не пережив страшну втрату. Раптова смерть дружини змінила життя головного героя і його самого — від добродушного, співчутливого хлопця не лишилося і сліду. Тоні вирішив покарати цей жорстокий світ, віднині вчиняючи лише так, як хочеться йому. Але його байдуже ставлення до себе й інших не зупиняє спроби оточуючих повернути того старого доброго Тоні, якого вони пам'ятають.

## В ролях
- Рікі Джервейс — Тоні
- Керрі Годліман — Ліза
- Том Басден — Мет
- Тоні Вей — Ленні
- Мандіп Діллон — Сенді
- Даян Морґан — Кет
- Девід Бредлі — батько Тоні
- Ешлі Дженсен — доглядальниця
- Пол Кей — психіатр